# Tratado de Arrem

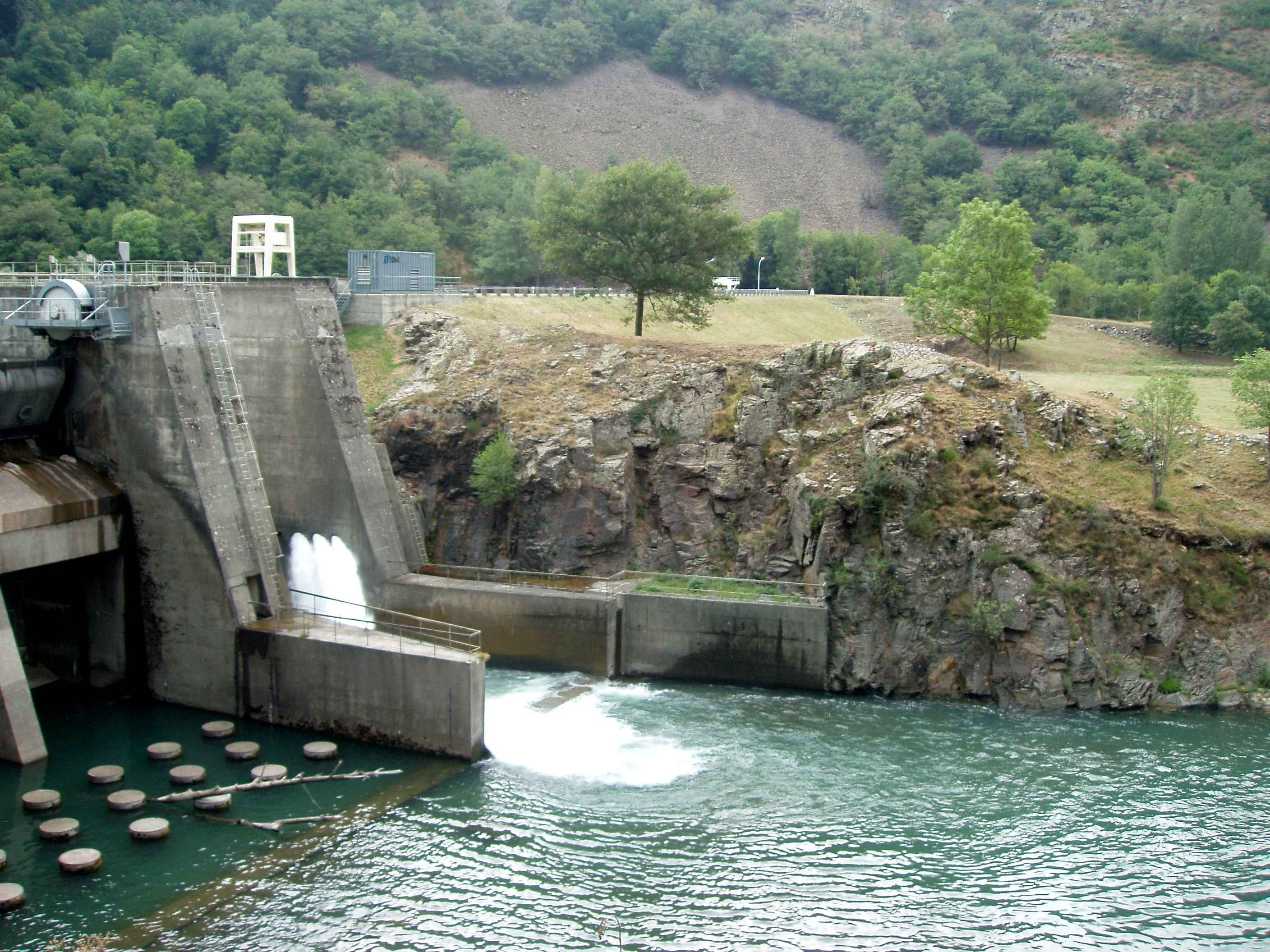
El emplazamiento actual del plan d'Arrem, cerca del Puente del Rey, con el embalse del EDF en el río Garona.

El Tratado de Arrem se firmó en Fos, Alto Garona, el 22 de abril de 1513 entre 

## Firmantes
| Del lado francés - el valle de Loron, - el valle de Larbost, - el valle de Barossa, - el valle de Uelh, - el valle de Luchon, - el valle de Aure, - el valle de Nesta, - las Frontinhes, - la castellanía de Saint-Beat, - la baronía de Aspet, - la castellanía de Castilhonés, - el vizcondado de Coserans, - la ciudad de Sant-Lizer | Del lado catalán - el valle de Benasque - el Valle de Arán - el valle de Gistau - el valle de Pineta o de Bielsa - el valle de Barrabés - el marquesado de Condado de Pallars Sobirá - el vizcondado Vilamur - el condado de Ribagorza - la baronía de Erill - la abadía de Lavaix - la baronía de Orcau - la viciudad de Tremp |

Los representantes se reunieron en el plan d'Arrem, al lado del río Garona, y al límite de Francia y España, para firmar este tratado de pacería, para asegurar la paz aun en caso de guerra entre los dos reinos de Francia y de Aragón. Con el tratado se continuaron las relaciones pastorales, comerciales y la posibilidad de pasar la frontera entre los valles, para asegurar la supervivencia. El tratado confirmó las costumbres contenidas en Era Querimònia y fue ratificado por los dos monarcas.
El tratado está escrito en occitano del Valle de Arán aranés.

...Item. es Estat articulat entre la ditas partides/
quen temps de guerre lous habitants de tous/
lous pais dessus dicts tant d'un estrem/
que dautre pouiran conversar y communicar ensemble/
et fer les feits de marchandises comme dit/
es dessus, lous uns dap lous autres ainsin/
Comme sy ero bonne pats, Et pouiran anar/
sous de la part de France et deus pais dessus/
dits en las terres deu Rey dAragon.../
...Pareillement, que deu reaume d'Aragon/
compreses en la presente surceance Et/
capitulacion pouiran anar franquemen et/
quitemen entre Sarrancoly per toutes/
las valees doueieil louron, larboust, luchon/
et frontignes entre a la ciutat Sainct lize/
Ville de Sainctgirons viscontat de Couserans/
Et per toute la castelanie de Castillonnes.../